# ریچارد شونک
ریچارد شونک (انگلیسی: Richard Schunke؛ زادهٔ ۲۶ نوامبر ۱۹۹۱) بازیکن فوتبال اهل آرژانتین است.
از باشگاه‌هایی که در آن بازی کرده‌است می‌توان به باشگاه فوتبال ایندیپندینته دل‌وایه اشاره کرد.